# Echinargus astragala
Echinargus astragala är en fjärilsart som beskrevs av Wright 1906. Echinargus astragala ingår i släktet Echinargus och familjen juvelvingar. Inga underarter finns listade i Catalogue of Life.